# Zervikalabstrich
Ein Zervikalabstrich ist ähnlich dem Vaginalabstrich ein medizinisches Verfahren im Rahmen der gynäkologischen Untersuchung. Es dient zur Entnahme von Proben zur Diagnostik in der Gynäkologie.
Vom Cervix uteri wird ein Zellabstrich mit einer Bürste (Cytobrush) oder einem Spatel entnommen, auf einem Objektträger ausgestrichen und fixiert. Anschließend wird er in ein zytologisches Labor verbracht, wo er gefärbt und beurteilt wird (Pap-Test). Der Zervixabstrich ist insbesondere bei Frauen jenseits der Menopause besonders anzuraten. Der Zervikalabstrich ist gegenwärtig das sicherste und erfolgreichste diagnostische Verfahren zur Früherkennung von Zervixkarzinomen. Die Treffsicherheit liegt bei nahezu 90 %.
Die Dünnschichtzytologie ist eine technische Weiterentwicklung bei der Entnahme und Verarbeitung der Abstriche im Rahmen des Pap-Tests.